# Cleomedes (cratère)
Cleomedes est un cratère lunaire situé dans la partie nord-est de la face visible de la Lune, dans la Mare Crisium. 
Le cratère Cleomedes est entouré par un terrain accidenté avec de nombreux impacts multiples formant autant de petits cratères. À l'est s'étend un autre cratère d'importance, le cratère Delmotte. Au nord, un triple cratère avec en son centre le Burckhardt.
La paroi extérieure du cratère est fortement usée et érodée, en particulier le long de la partie sud du cratère. Une crevasse, appelée Rima Cleomedes, traverse le fond du cratère dans sa partie septentrionale et allant du sud-est au nord-ouest.
Le cratère a été dénommé Cleomedes en raison de Cléomède, philosophe stoïcien grec, auteur d'un manuel élémentaire d'astronomie, intitulé Cyclice theoria, Théorie circulaire des corps célestes, publié en grec à Paris, 1539, in-4, et, avec traduction latine, à Bordeaux, par Robert Balfour, en 1605. 

## Cratères satellites
Par convention, les cratères satellites sont identifiés sur les cartes lunaires en plaçant la lettre sur le côté du point central du cratère qui est le plus proche de Cléomède. 
| Cleomedes | Latitude | Longitude | Diamètre |
| --------- | -------- | --------- | -------- |
| A         | 28.9° N  | 55.0° E   | 12 km    |
| B         | 27.2° N  | 55.9° E   | 11 km    |
| C         | 25.7° N  | 54.9° E   | 14 km    |
| D         | 29.3° N  | 61.9° E   | 25 km    |
| E         | 28.6° N  | 54.4° E   | 21 km    |
| F         | 22.6° N  | 56.9° E   | 12 km    |
| G         | 24.0° N  | 57.3° E   | 20 km    |
| H         | 22.4° N  | 57.6° E   | 6 km     |
| J         | 26.9° N  | 56.8° E   | 10 km    |
| L         | 23.8° N  | 54.4° E   | 7 km     |
| M         | 24.2° N  | 51.6° E   | 6 km     |
| N         | 24.8° N  | 52.5° E   | 6 km     |
| P         | 24.8° N  | 56.4° E   | 9 km     |
| Q         | 24.9° N  | 56.9° E   | 4 km     |
| R         | 29.5° N  | 60.2° E   | 15 km    |
| S         | 29.5° N  | 59.0° E   | 8 km     |
| T         | 25.8° N  | 57.7° E   | 11 km    |